# 애니콜 써클
애니콜 써클(Anycall Circle)은 삼성전자가 2008년 7월에 출시한 휴대 전화인 모델명:SCH-B850(SKT)의 다른 이름이다.

## 주요 기능

### 위성DMB
이 기기에는 위성DMB 기능이 내장되어 있다.

### 카메라
200만 화소의 후면 카메라가 부착되어 있다.

### 기타 기능
- MP3 플레이어
- 블루투스 2.0
- 영어사전
- 지하철 노선도
- 번역기

### 주해
1. ↑  2012년 8월 31일부로 서비스 종료.

### 인용
1. ↑  “세티즌 : SCH-B850 전문가리뷰 1”. 2013년 9월 22일에 원본 문서에서 보존된 문서. 2014년 1월 28일에 확인함.